# I Don't Want to Do It
I Don't Want to Do It è una canzone composta da Bob Dylan ed interpretata da George Harrison nel film Porky's 3 (1985. Traccia prodotta da Dave Edmunds e registrata a fin 1984 assieme ad una cover di Abandoned Love, registrata dal chitarrista statunitense nel 1975 ma destinata al grande pubblico ben dieci anni dopo, negli USA, in Brasile ed in Messico è stata pubblicata su un 45 giri (b-side: Quen of the Hop) il 22 aprile dalla Columbia Records con il numero di serie 38-04887, ma non entrò in classifica. In seguito, il lato A è stato incluso sulla raccolta Let It Roll: Songs by George Harrison (2009) oltre che sulla colonna sonora del film. Un demo della canzone, in seguito dato a Phil Spector, è apparso sul bootleg Beware of ABKO! (1999); essendo stata ceduta al leggendario produttore statunitense, presumibilmente I Don't Want to Do It era stata ipotizzata per l'inclusione sul triplo LP All Things Must Pass (1970).